# در دوردست شرق
در دوردست شرق (انگلیسی: Way Down East) یک فیلم صامت در سبک رمانتیک به کارگردانی دیوید وارک گریفیت است که در سال ۱۹۲۰ منتشر شد. این فیلم، یکی از چهار اقتباس سینمایی از نمایشنامه‌ای به همین نام اثر شارلوت بلر پارکر در قرن نوزدهم است.

## بازیگران
- لیلین گیش
- ریچارد بارتلمس
- لاول شرمن
- کیت بروس
- کریتن هالی
- امیلی فیتزروی
- کارول دمپستر
- نورما شیرر
- یونا مرکل
- بر مکینتاش